# トニー・アヤラ・ジュニア
トニー・アヤラ・ジュニア（Tony Ayala, Jr.、1963年2月13日 - 2015年5月12日）は、アメリカの男性元プロボクサー。テキサス州サンアントニオ出身。

## 来歴
1980年にプロデビューを果たし、1982年までの2年間で22戦全勝19KOの戦績を残す。
1981年には10代にしてスポーツ・イラストレイテッドで特集記事が組まれ、有名ボクシング記者が今まで見た中で最高の若手選手だと絶賛、伝説的トレーナーのアンジェロ・ダンディーも将来的に最も優れたボクサーの一人になる可能性があると発言するなど、若くして非常に将来を期待されたボクサーだった。
しかし、その一方でKOをして倒れている相手につばを吐きかけたり、試合前にヘロインを使用するなど問題行動があった。
WBA世界スーパーウェルター級王者デビー・ムーアに挑戦が決まっていた矢先の1983年1月1日、近隣の女性教師宅へ強盗目的で押し入り、被害女性を縛って強姦する事件を起こし、懲役35年を宣告される。アヤラはまだ19歳だったが、この事件以前にも女性を2人襲って執行猶予判決を受けており、その内の1人は背骨を骨折させられた上にトイレに放置される残忍なものだった。
1999年に仮釈放で刑務所から出所して、17年ぶりにボクシングに復帰した。
5連勝した後の2000年7月28日、元IBF世界スーパーウェルター級王者ルイス・ラモン・カンパスと対戦するも8回終了後にアヤラが棄権、8回TKO負けを喫した。
2000年12月12日に18歳の女性宅に押し入り、女性に肩を撃たれる。執行猶予10年を宣告される。
2003年4月25日、アンソニー・ボンサンテと対戦し11回TKO負けを喫する。この試合が最後の試合となった。
2004年、スピード違反で停車を命じられ、無免許運転並びにヘロインとポルノ所持で逮捕。執行猶予中の身であったため懲役10年が宣告され、軽犯罪者用の施設に収容される。
2014年4月10日、サンアントニオでジムを運営していた父親のトニー・アヤラ・シニアが死去。アヤラは軽犯罪者用施設から特別許可を得て葬儀に参列後、再び施設へ戻る。
2014年4月25日、刑期満了で釈放される。
兄弟のパウリー・アヤラ、マイク・アヤラ、サミー・アヤラと共にサンアントニオの父親のジムを継いでいた。
2015年5月12日、ジム内の床で死んでいるのを発見される。死体のそばのテーブルの上に使用済みのヘロインと注射器が置いてあった。検死の結果ヘロインの過剰摂取が死因と判明した。